# Somontín
Somontín es una localidad y municipio español de la provincia de Almería, en la comunidad autónoma de Andalucía. Cuenta con una población de 524 habitantes (INE 2024). Su extensión superficial es de 16 km². Se encuentra situada a una altitud de 828 metros y a 90 kilómetros de la capital de provincia, Almería.

## Toponimia
El nombre de Somontín parece tener un origen latín, proviniendo de la unión de sub y montis, dando un significado de por debajo del monte.

## Geografía física
Somontín se encuentra en la ladera sur de la sierra de las Estancias, formada principalmente de materiales carbonatados del complejo alpujárride. Entre ellos se puede considerar de relevancia la presencia de esteatita, por su escasa presencia en el sur de Europa. Las cotas más elevadas superan los 1200 m s. n. m.

### Riesgos naturales
El municipio de Somontín todavía no cuenta con un PTEL que cumpla con la Ley 5/2010 sobre autonomía local.

## Historia
Hasta ahora no hay datos comprobados que permitan fijar el origen de Somontín. Sin embargo, atendiendo a su nombre de origen latino, es posible afirmar que cuando llegaron los musulmanes en el 711 este pueblo ya existía.
El nombre de Somontín procede de dos vocablos latinos: Summun y Montis, es decir, "en lo alto del monte". El acierto del nombre vendría por la ubicación del pueblo respecto al Valle del Almanzora.

## Geografía humana

### Organización territorial
El municipio carece de cualquier otro núcleo de población.

### Demografía
Cuenta con una población de 524 habitantes (INE 2024).
| Gráfica de evolución demográfica de Somontín entre 1842 y 2021                                                        |
| |
| Población de derecho según los censos de población del INE. Población de hecho según los censos de población del INE. |

### Evolución de la deuda viva municipal
| Gráfica de evolución de Deuda viva del Ayuntamiento de Somontín entre 2008 y 2019                                |
| |
| Deuda viva del Ayuntamiento de Somontín en miles de Euros según datos del Ministerio de Hacienda y Ad. Públicas. |

## Símbolos
Somontín consiguió una autorización por parte de la Junta de Andalucía para adoptar sus símbolos el 10 de enero de 2000, pero aunque están ya aprobados por parte del ayuntamiento, aún está pendiente por parte de la administración autonómica el visto bueno a estos símbolos.

### Escudo
Su descripción heráldica es la siguiente:

De azur, un monte de plata moviente de ondas de plata y azur en la punta, y cargado de un mazo y un zapapico de azur puesto en sotuer. En jefe, tres fl ores de olivo de plata con los pistilos de gules, puestos en faja. Al timbre, corona real cerrada. 

### Bandera
La enseña del municipio tiene la siguiente descripción:

Bandera rectangular en la proporción 11 x 18 de color azul celeste. Centrado y sobrepuesto el escudo de armas local.

## Servicios públicos

### Educación
Somontín carece de centro educativos públicos, debiendo el alumnado desplazarse hasta la cercana localidad de Purchena para recibir su educación obligatoria.

### Sanidad
El municipio cuenta con un consultorio, dependiente del Hospital La Inmaculada, abierto martes, miércoles y viernes.

## Política
| Periodo   | Nombre                                                          | Partido        |
| --------- | --------------------------------------------------------------- | -------------- |
| 1979-1983 | Justo Oliver Azor                                               | UCD            |
| 1983-1987 | Andrés Vilches Ruiz                                             | PIDA           |
| 1987-1991 | Rafael Navio García                                             | PSOE           |
| 1991-1995 | Rafael Navio García                                             | PSOE           |
| 1995-1999 | Rafael Navio García                                             | PSOE           |
| 1999-2003 | Ramón Rueda Sánchez                                             | PP             |
| 2003-2007 | Ramón Rueda Sánchez                                             | PP             |
| 2007-2011 | Ramón Rueda Sánchez                                             | PP             |
| 2011-2015 | José Ramón Rueda (2011-2014) Mercedes Navio Sánchez (2014-2015) | PP No adscrita |
| 2015-2019 | Mercedes Navio Sánchez                                          | PP             |
| 2019-2023 | Luis Francisco Reche Pozo                                       | PSOE           |
| 2023-act. | Luis Francisco Reche Pozo                                       | PSOE           |